# Cixius youngi
Cixius youngi är en insektsart som beskrevs av Kramer 1981. Cixius youngi ingår i släktet Cixius och familjen kilstritar. Inga underarter finns listade i Catalogue of Life.